# Вютрих, Рольф
Ро́льф Вю́трих (нем. Rolf Wüthrich; 4 сентября 1938 — 15 июня 2004) — швейцарский футболист, играл на позиции полузащитника. Участник чемпионата мира 1962 года.

## Биография

### Клубная карьера
Вютрих дебютировал за «Цюрих» в Национальной Лиге Б 23 ноября 1957 года в матче с «Ивердоном» — «Цюрих» одержал победу со счётом 3:1. По итогам сезона «Цюрих» пробился в Национальную лигу A. Следующие три сезона Вютрих играл за «Цюрих» и сыграл в общей сложности за эту команду 133 матча.
В 1961 году перешёл в «Серветт», с которым в 1962 году выиграл чемпионский титул. В 1962 году перешёл в «Грассхоппер», за который играл в течение двух сезонов. В 1964 году уехал в ФРГ, где в течение одного сезона играл за «Нюрнберг». После возвращения в Швейцарию в течение трёх сезонов играл за «Янг Бойз». Завершил карьеру в «Люцерне» в 1969 году.

### Карьера в сборной
Дебютировал за сборную Швейцарии 20 ноября 1960 года в матче со сборной Бельгии в рамках квалификации на чемпионат мира 1962 года — Швейцария выиграла со счётом 4:2.
На чемпионате мира 1962 года был основным игроком и сыграл в трёх матчах группового этапа. Во встрече со сборной Чили открыл счёт в матче, но Швейцария проиграла матч 1:3. Сборная Швейцарии не вышла из группы, заняв последнее место, проиграв все три матча. Всего за сборную Швейцарии сыграл 13 матчей и забил 2 гола.

### Смерть
Скончался 15 июня 2004 года в возрасте 66 лет.